# Mierzeń (potok)
Mierzeń – potok, prawy dopływ potoku Gruszów. Wypływa  we wsi Mierzeń w województwie małopolskim, w powiecie myślenickim, w gminie Raciechowice. Płynie w kierunku wschodnim, wpływając na teren wsi Gruszów, gdzie zmienia kierunek na północno-wschodni i uchodzi do potoku Gruszów w odległości około 430 m od zachodniej granicy tej wsi.
Gruszów to niewielki potok. Ma tylko jeden lewoboczny, niewielki dopływ. Zlewnia Gruszowa pod względem geograficznym znajduje się na obszarze Pogórza Wiśnickiego.